# Campionati europei di pattinaggio di figura 2025 - Singolo maschile
La gara del singolo maschile ai campionati europei di pattinaggio di figura 2025 si è svolta dal 30 gennaio al 1º febbraio 2025 alla Tondiraba Ice Hall di Tallinn in Estonia.

## Risultati
| Rank | Atleta                       | Nazione     | Totale | SP | SP    | FS                                  | FS                                  |
| ---- | ---------------------------- | ----------- | ------ | -- | ----- | ----------------------------------- | ----------------------------------- |
| 1    | Lukas Britschgi              | Svizzera    | 267.09 | 8  | 82.90 | 1                                   | 184.19                              |
| 2    | Nikolaj Memola               | Italia      | 262.61 | 5  | 84.92 | 2                                   | 177.69                              |
| 3    | Adam Siao Him Fa             | Francia     | 257.99 | 1  | 93.12 | 3                                   | 164.87                              |
| 4    | Nika Egadze                  | Georgia     | 243.87 | 2  | 91.94 | 8                                   | 151.93                              |
| 5    | Matteo Rizzo                 | Italia      | 241.21 | 4  | 85.68 | 6                                   | 155.53                              |
| 6    | Deniss Vasiļjevs             | Lettonia    | 239.70 | 12 | 77.82 | 4                                   | 161.88                              |
| 7    | Mihhail Selevko              | Estonia     | 239.00 | 6  | 84.85 | 7                                   | 154.15                              |
| 8    | Daniel Grassl                | Italia      | 237.74 | 10 | 78.15 | 5                                   | 159.59                              |
| 9    | Aleksandr Selevko            | Estonia     | 230.91 | 7  | 84.65 | 11                                  | 146.26                              |
| 10   | Vladimir Samoilov            | Polonia     | 229.67 | 3  | 85.98 | 13                                  | 143.69                              |
| 11   | Andreas Nordebäck            | Svezia      | 227.11 | 9  | 79.02 | 9                                   | 148.09                              |
| 12   | Adam Hagara                  | Slovacchia  | 224.14 | 13 | 77.06 | 10                                  | 147.08                              |
| 13   | Lev Vinokur                  | Israele     | 221.04 | 14 | 76.35 | 12                                  | 144.69                              |
| 14   | Fedir Kulish                 | Lettonia    | 214.33 | 15 | 74.48 | 14                                  | 139.85                              |
| 15   | Vladimir Litvintsev          | Azerbaigian | 208.83 | 11 | 77.86 | 16                                  | 130.97                              |
| 16   | Ivan Shmuratko               | Ucraina     | 201.89 | 17 | 71.53 | 17                                  | 130.36                              |
| 17   | Semen Daniliants             | Armenia     | 197.97 | 19 | 69.26 | 18                                  | 128.71                              |
| 18   | Kornel Witkowski             | Polonia     | 197.14 | 23 | 65.21 | 15                                  | 131.93                              |
| 19   | Tomàs-Llorenç Guarino Sabaté | Spagna      | 190.23 | 21 | 67.66 | 19                                  | 122.57                              |
| 20   | Edward Appleby               | Regno Unito | 187.84 | 16 | 72.45 | 21                                  | 115.39                              |
| 21   | Aleksandr Vlasenko           | Ungheria    | 185.52 | 22 | 67.25 | 20                                  | 118.27                              |
| 22   | Kévin Aymoz                  | Francia     | 183.84 | 18 | 70.68 | 22                                  | 113.16                              |
| 23   | Georgii Reshtenko            | Rep. Ceca   | 175.23 | 20 | 68.05 | 24                                  | 107.18                              |
| 24   | Valtter Virtanen             | Finlandia   | 174.83 | 24 | 65.18 | 23                                  | 109.65                              |
| 25   | Davide Lewton Brain          | Monaco      | 63.81  | 25 | 63.81 | Non qualificati al programma libero | Non qualificati al programma libero |
| 26   | Maurizio Zandron             | Austria     | 63.79  | 26 | 63.79 | Non qualificati al programma libero | Non qualificati al programma libero |
| 27   | Nikita Starostin             | Germania    | 63.54  | 27 | 63.54 | Non qualificati al programma libero | Non qualificati al programma libero |
| 28   | David Sedej                  | Slovenia    | 59.46  | 28 | 59.46 | Non qualificati al programma libero | Non qualificati al programma libero |
| 29   | Alp Eren Özkan               | Turchia     | 59.22  | 29 | 59.22 | Non qualificati al programma libero | Non qualificati al programma libero |
| 30   | Alexander Zlatkov            | Bulgaria    | 58.61  | 30 | 58.61 | Non qualificati al programma libero | Non qualificati al programma libero |
| 31   | Filip Ščerba                 | Rep. Ceca   | 58.30  | 31 | 58.30 | Non qualificati al programma libero | Non qualificati al programma libero |
| 32   | Noah Bodenstein              | Svizzera    | 53.75  | 32 | 53.75 | Non qualificati al programma libero | Non qualificati al programma libero |
| 33   | Daniel Korabelnik            | Lituania    | 53.02  | 33 | 53.02 | Non qualificati al programma libero | Non qualificati al programma libero |
| 34   | Jari Kessler                 | Croazia     | 50.83  | 34 | 50.83 | Non qualificati al programma libero | Non qualificati al programma libero |